# Nhảy cầu tại Thế vận hội Mùa hè 2008
Giải nhảy cầu tại Thế vận hội Mùa hè 2008 diễn ra từ ngày 10 đến ngày 23 tháng 8 năm 2008 tại Trung tâm Thể thao dưới nước Quốc gia Bắc Kinh.

## Xếp hạng theo quốc gia
| 1    | Trung Quốc (CHN) | 7 | 1 | 3 | 11 |
| 2    | Úc (AUS)         | 1 | 1 | 0 | 2  |
| 3    | Nga (RUS)        | 0 | 3 | 2 | 5  |
| 4    | Canada (CAN)     | 0 | 2 | 0 | 2  |
| 5    | Đức (GER)        | 0 | 1 | 1 | 2  |
| 6    | México (MEX)     | 0 | 0 | 1 | 1  |
| 6    | Ukraina (UKR)    | 0 | 0 | 1 | 1  |
| Tổng | Tổng             | 8 | 8 | 8 | 24 |

## Bảng huy chương

### Nam
| Nội dung            | Vàng                                | Bạc                                      | Đồng                                         |
| ------------------- | ----------------------------------- | ---------------------------------------- | -------------------------------------------- |
| 3 mét cầu mềm       | Hà Trùng · Trung Quốc               | Alexandre Despatie · Canada              | Tần Khải · Trung Quốc                        |
| 10 mét cầu cứng     | Matthew Mitcham · Úc                | Zhou Luxin · Trung Quốc                  | Gleb Galperin · Nga                          |
| 3 mét cầu mềm đôi   | Wang Feng · và Qin Kai · Trung Quốc | Dmitri Sautin · và Yuriy Kunakov · Nga   | Illya Kvasha · và Oleksiy Prygorov · Ukraina |
| 10 mét cầu cứng đôi | Lin Yue · và Huo Liang · Trung Quốc | Patrick Hausding · và Sascha Klein · Đức | Gleb Galperin · và Dmitriy Dobroskok · Nga   |

### Nữ
| Nội dung            | Vàng                                     | Bạc                                               | Đồng                                       |
| ------------------- | ---------------------------------------- | ------------------------------------------------- | ------------------------------------------ |
| 3 mét cầu mềm       | Guo Jingjing · Trung Quốc                | Yuliya Pakhalina · Nga                            | Wu Minxia · Trung Quốc                     |
| 10 mét cầu cứng     | Chen Ruolin · Trung Quốc                 | Emilie Heymans · Canada                           | Wang Xin · Trung Quốc                      |
| 3 mét cầu mềm đôi   | Guo Jingjing · và Wu Minxia · Trung Quốc | Yuliya Pakhalina · và Anastasia Pozdnyakova · Nga | Ditte Kotzian · và Heike Fischer · Đức     |
| 10 mét cầu cứng đôi | Wang Xin · và Chen Ruolin · Trung Quốc   | Briony Cole · và Melissa Wu · Úc                  | Paola Espinosa · và Tatiana Ortiz · México |